# Желтобрюхий воробей
Желтобрюхий воробей (лат. Passer flaveolus) — птица семейства воробьиных.

## Внешний вид
Мельче домового воробья. У самца горло и полоска через глаз чёрные, верх головы буровато-серый. Лоб, щёки и низ тела жёлто-зелёные, спина, крылья, хвост и полоска над глазом — коричневые. Самка похожа на самку домового воробья.

## Распространение
Населяет страны Индокитая. Обычен на юге Вьетнама.

## Образ жизни
Обитает в светлых лесах, садах и парках. Поведением напоминает нашего домового воробья: так же ловко прыгает по земле и по веткам, так же чирикает, так же часто селится в постройках человека. Песня самца состоит из хриплых и шипящих звуков, не похожих на голос других воробьёв.

## Содержание
Во Вьетнаме очень популярен как клеточная птица. Легко переносит неволю (в отличие от других воробьёв). Кормят его так же, как и астрильдовых.